# Thomas Babington Macaulay

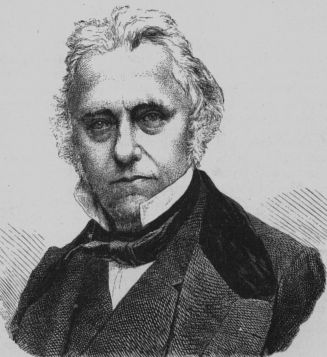
Lordul Thomas Macaulay

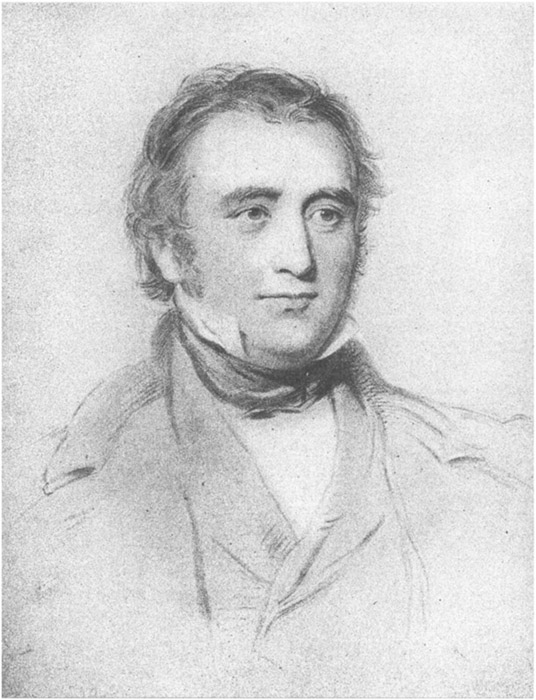
Thomas Babington Macaulay at vârsta de 49 de ani – gravură de W. Holl, după un desen de George Richmond

Thomas Babington, Primul Lord Macaulay (n. 25 octombrie 1800, Rothley Court⁠(d), Anglia, Regatul Marii Britanii – d. 28 decembrie 1859, Londra, Regatul Unit al Marii Britanii și Irlandei) a fost un poet, istoric și politician liberal englez, membru al Consiliului de Coroană al Regatului Unit.

## Biografie
Familia lui făcea parte din clanul MacAulay și anume din ramura MacAulay din Lewis. Cea mai veche referință istorică la această ramură pomenește, în 1610, de un anumit Donald MacAulay din Lewis. Bunicul său, John Macaulay era un pastor calvinist. Tatăl său Zachary Macaulay, fusese foarte activ în mișcarea ‘’claphamită’’ care milita pentru abolirea sclavagismului, El mai fusese guvernator al Marii Britanii în Sierra Leone din 1793 în 1799, colonia fiind la acea vreme un stat african pentru negri liberați.
Thomas Babington Macaulay s-a născut în Rothley Temple, Leicestershire la 25 octombrie 1800, the day of St. Crispin, and of the battle of Agincourt. Primii doi ani a trăit într-o casă relativ modestă din Birchin Lane, din care părinții săi s-au mutat apoi într-o casă mai mare de pe High Street din cartierul Clapham din Londra. A avut două surori, Hannah și Margaret, cu 10, respectiv 12 ani mai tinere decât Thomas Macaulay. Cu toată diferența de vârstă. el era foarte legat de surorile sale.
În afară de părinții săi, dintre oamenii care s-au ocupat de educația lui în perioada copilăriei trebuie menționată scriitoarea Hannah More, care l-a încurajat să-și dezvolte talentul de a scrie. Tot Hannah More l-a învățat să-și creeze o bibliotecă proprie, dăruindu-i primele cărți. Thomas Macaulay a fost un copil precoce. La vârsta de 3 ani învățase să citească și în timpul copilăriei sale și-a petrecut o parte importantă din timp citind orice îi cădea în mână. La vârsta de șapte ani a început să scrie un compendiu de istorie universală, iar la vârsta de opt ani a elaborat un tratat destinat să convertească la creștinism pe băștinașii din regiunea Malabar, în sudul Indiei.
După ce a învățat pe dinafară poeziile ‘‘Lay of the Last Minstrel (Cântecul ultimului trubadur’’ and ‘‘Marmion’’ ale lui Walter Scott, el a început să scrie versurii. Un poem despre Olaus Magnus din Norvegia, presupusul strămoș al clanului Macaulays, este scris în maniera lui Walter Scott.
În 1812]Macaulay a fost trimis la o școala pastorului Preston de la Little Shelford, lângă Cambridge. Preston era prieten cu profesorul Milner, președintele colegiului Queens College din Cambridge. care și-a dat seama de talentul tânărului elev și l-a îndrumat spre studiile care să-i pună în valoare aptitudinile. În 1814 s-a mutat la școala din Aspenden Hall, lângă Buntingford, Hertfordshire. În această perioadă s-a împrietenit cu un coleg al său Henry Malden care ulterior a devenit un cunoscut expert în cultura Greciei antice.
Macaulay avea o memorie cu totul excepțională. El a reușit după 40 de ani să recite o poezie pe care o citise într-o revistă locală în 1813 și pe care nu o recitise niciodată în acest interval. Macaulay afirma că ar fi capabil să reproducă în întregime poemul “Paradisul Pierdut (Paradise Lost)” al lui John Milton, sau romanul alegoric ‘’Progresul Pelerinului (Pilgrim’s Progress)’’ al lui John Bunyan în eventualitate în care toate exemplarele acestor lucrări ar fi fost pierdute.
Studiile universitare le-a urmat la Trinity College din Cambridge. În perioada studiilor sale universitare la Cambridge, a început să scrie poezii, câștigând mai multe premii. În 1825 a publicat un studiu, foarte bine apreciat, asupra lui Milton în revista the Edinburgh Review. In 1826 i s-a propus o funcție de avocat dar Macaulay s-a arătat mai interesat într-o carieră politică.

### Cariera politică a lui Macaulay
In 1830 Macaulay a fost ales membru al Parlamentului Regatului Unit din orășelul Calne. El s-a afirmat printr-o serie de discursuri prin care susținea reforma parlamentară și în care ataca diferitele forme de inegalitate, printre care excluderea evreilor din parlament. După promultarea legii de reformare a Parlamentului (Great Reform Act]), el a devenit membru al Parlamentului din circumscripția orașului Leeds. 
În 1832 Thomas Macaulay a fost Secretar al Comitetului de Control ([Secretary to the Board of Control) în care a lucrat până în 1833. Comitetul, prezidat de Charles Grant, Lord Glenelg, care avea sarcina să treacă prin parlament parliament legea pentru reînnoirea cartei Companiei Indiei de Est, Prin această lege, monopolul comerțului cu China era abolit și Compania înceta să fie o societate comercială. Macaulay s-a distins printr-un discurs la cea de a doua citire a legii, după care Grant a prezentat un scurt comentariu foarte elogios, și legea a fost aprobată fără dificultate, 
Tot în aceeași perioadă a fost supusă discuției legea pentru abolirea sclavagismului. Legea propusă de guvern, cuprindea o perioadp de 12 ani de ucenicie pentru sclavii liberați. Abolișioniștii, conduși de Sir Fowell Buxton, se opunea energic acestei propuneri iar Thomas Macaulay a susținut acest punct de vedere, urmând sfaturile tatălui său.

#### India
Între timp, Zachary Macaulay își pierduse averea prin investiții riscante și Thomas, împreună cu fratele său Henry, încercau să îi plătească datoriile. 
Când i s-a oferit un post în Consiliul Superior al Indiei, cu un salariu de 10. 000 lire pe an pe o perioadă de 5 ani (din care putea economisi aproximativ 30. 000 lire), el a acceptat imediat, Se pare că decizia sa de a pleca în India era determinată mai mult de necesități financiare decât de un elan de a ajuta la dezvoltarea coloniei sau de o dorință de a se familiariza cu cultura indiană. După promulgarea Legii pentru Guvernarea Indiei din 1833, el a fost numit Prim Jurist al Consiliului Guvernatorului General. Plecând în India, Macaulay a ajuns la Madras la 10 iunie 1834, după o călătorie care, la acea vreme, ținea aproximativ trei luni. A fost primit cu onoruri militare și cu 15 salve de artilerie drept salut. Tânărul Macaulay era convins de superioritatea europenilor, în special a britanicilor asupra orientului, punct de vedere care era considerat perfect justificat de mulți dintre contemporanii săi. 
Imediat după sosire, s-a dus la Ootacamund, un oraș din dealurile Nigris, unde Guvernatorul General al Indiei William Bentinck își stabilise reședința de vară. Drumul avea câteva sute de kilometri, trecând prin Bangalore și Mysore. Lucrând în Consiliul Suprem al Indiei între 1834 și 1838, Macaulay a creat bazele unei Indii coloniale bilingve, convingând Guvernatorul General să adopte engleza ca limbă de educație de la clasa a VI-a înainte, în locul limbii sanskrite sau a celei arabe, care erau utilizate în instituțiile de învățământ organizate de Compania Indiei de Est Britanice British East India Company. Acest efort a fost numit mai târziu macaulayism.
Sistemul de legi al lui Macaulay a fost elaborat imediat după rebeliunea din 1857 din India. La acea vreme era probabil singurul cod sistematic de legi pentru colonii. El aborda legislația în mod cuprinzător și chiar după peste două secole, nu necesită decât mici adaptări. Cu toate schimbările politice, tehnologice și administrative care au avut loc în acest interval, reviziile legislației nu au introdus nicio nouă categorie de delicte. Sistemul de legi al lui Macaulay cuprindea trei coduri importante dintre care primul, Codul Penal Indian (Indian Penal Code) a fost elaborat de o comisie prezidată de Macaulay și a fost aprobat în 1860, la scurt timp după moartea sa. Celelalte două coduri schițate de Macaulay au fost finalizate mai târziu: Codul de Procedură Penală (Criminal Procedure Code) în 1872 și Codul de Procedură Civilă (Civil Procedure Code) în 1909. Codul Penal Indian a fost apoi reprodus pentru aplicare în majoritatea coloniilor britanice și, în prezent, codul mai este în vigoare în țări atât de diferite ca: Singapore, Sri Lanka, Nigeria și Zimbabwe.
Termenul copii lui Macaulay mai este utilizat pentru a desemna persoane de origine indiană care adoptă cultura europeană occidentală ca mod de viață și ca mentalitate. În prezent însă termenul are de cele mai multe ori o semnificație peiorativă, implicând o lipsă de loialitate față de propria țară și față de tradițiile ei. Termenul provine dintr-o „Conferință despre Educația Indiană” pe care a ținut-o în 1835 în care afirma:

Ne este imposibil, cu mijloacele noastre limitate, să încercăm să educăm întreaga populație. Trebuie însă să ne străduim să formăm o clasă de oameni care să acționeze ca interpreți între noi și milioanele pe care le guvernăm, o clasă de persoane indiene după sânge și culoare, dar engleze ca gusturi, ca opinii, ca morală și ca intelect. Va fi rolul acestei clase să rafineze dialectele vernaculare ale țării, să îmbogățească aceste dialecte cu termenii științifici împrumutați din limbile occidentale și, prin dezvoltarea lor în etape, să le aducă într-o stare adecvată pentru transmiterea cunoștințelor masei mari a populației.

#### Cariera după misiunea în India
Întorcându-se în Regatul Unit în 1838, el a fost ales membru al Parlamentului din circumscripția Edinburgh. În 1839 a fost numit Ministru de Război (Secretary at War) După căderea guvernului Lordului Melbourne, Macaulay s-a ocupat mai mult de operele sale literare, dar a avut funcția de ministru adjunct de finanțe (Paymaster General) în administrația Lordului John Russell'.
În 1841 Macaulay s-a ocupat de legea drepturilor de autor (copyright law). Punctul de vedere al lui Macaulay a devenit, cu modificări nesemnificative, baza legii drepturilor de autor în lumea anglofonă. Macaulay considera totuși că dreptul de autor constituie un monopol și, ca atare, are un efect negativ asupra societății
În alegerile din 1847 Macaulay și-a pierdut mandatul de deputat de Edinburgh, în principal pentrucă neglijase problemele locale. In 1849 a fost ales rector al Universității din Glasgow (University of Glasgow). Partidul liberal a revenit la putere în 1852 și i s-a oferit să candideze pentru un nou mandat. El nu a acceptat propunerea, deoarece suferise un atac de cord care îl slăbise mult.
Macaulay a preluat însă alte funcții oficiale. El a fost membru al comitetului care trebuia să decidă care erau subiectele din istoria Marii Britanii care să fie reprezentate în noul palat de la Westminster. Necesitatea de a baza picturile pe portrete reale ale figurilor importante ale istoriei Marii Britanii a dus la înființarea Galeriei Naționale a Portretelor din Regatul Unit (National Portrait Gallery (United Kingdom)), care a fost înființată la 2 decembrie 1856. Macaulay a fost unul din fondatori și este onorat prin unul din cele trei busturi care există deasupra intrării principale.
I s-a acordat titlul de lord în 1857 cu denumirea ‘’’'Baron Macaulay of Rothley in the County of Leicester’’’, dar a participat rareori la sesiunile Camerei Lorzilor. Din cauza înrăutățirii sănătății sale îi era din ce în ce mai greu să lucreze și de aceea nu a putut termina principala sa lucrare Istoria Angliei.
Macaulay a murit la 28 decembrie 1859. și a fost înmormântat la Catedrala Westminster. în ‘’colțul poeților’’ alături de George Gordon, Lord Byron, Percy Bysshe Shelley, John Keats, și Alfred, Lord Tennyson. Neavând copii, titlul său s-a stins odată cu moartea sa.

## Lucrări literare

### Discursurile
Toți criticii lui Macaulay sunt de acord că lucrările sale cele mai valoroase sunt discursurile sale. El pare să fi dotat cu un talent de orator de excepție. Compunerea unui discurs îi lua rareori mai mult de câteva ore. El își organiza materialul în minte pe când se plimba prin grădină sau prin camera sa de lucru. Apoi când avea totul pregătit, memorizând discursul aproape cuvânt cu cuvânt, el se ducea la Camera Comunelor unde reușea să captiveze atenția colegilor săi vorbindu-le mai multe ore în șir cu o elocvență excepțională. Gladstone mărturisește că un anunț că Macaulay avea intenția să vorbească era cel mai eficient mod de a asigura prezența tuturor membrilor camerei. Discursurile sale reușeau să îmbine forță dramatică, claritate, spirit pozitiv, vigoare, dinamism și astfel reușeau totdeauna să genereye interes.

### Eseurile
Macaulay a scris numeroase eseuri biografice care prezintă portrete vii ale unor persoane de seamă. Unele se refereau la personaje politice, dintre acestea fiind de remarcat în mod deosebit cele despre William Pitt, Lord Chatham sau despre cei doi oameni care au cucerit India Robert Clive și Warren Hastings. Alte eseuri prezentau scriitori printre care John Bunyan, Sir Francis Bacon, John Milton și Samuel Johnson. De altfel, modelul adoptat pentru eseuri este cel pe care îl utilizare Johnson în “Viețile celor mai eminenți poeți englezi (Lives of the Most Eminent English Poet)”
Macaulay a fost capabil să descrie cu multă măiestre aspectele exterioare ale vieții, dar el abea apare conștient de viața interioară a oamenilor. Mintea clară și practică a lui Macaulay era în stare să înțeleagă pe deplin și să respecte orice putea fi văzut sau perceput de intelect. El era însă neîncrezător în caracterele mai complexe și nu era în stare să prezinte motivația lor spirituală care le genera acțiunile. motivație pe care o ignora cu dispreț Viziunea sa a istoriei nu include forțele spirituale. Macaulay a fost probabil unul din cei caracterizați de crica literară drept Filistini, oameni pentru care viața constă exclusiv din lucruri materiale. El era un exponent al liberalismului timpuriu al epocii victoriene. Macaulay și-a scris propriul act de acuzare atunci când, descriindu-l pe Francis Bacon ca părinte al științei moderne, îl și desconsidera pe Platon ca idealist. Macalay afirma că “filozifia lui Platon începea și se sfârșea doar cu cuvinte”. El mai adăuga că “un hectar de pământ în Middlesex este mult mai bun decât o moșie în Utopia.”
Eseurile lui Macaulay erau incluse în lista de lecturi obligatorii ale elevilor de liceu din Regatul Unit în ultima parte a secolului al XIX-lea și în prima jumătate a secolului al XX-lea,

### Poeziile
In perioada după căderea guvernului Lordului Melbourne, Macaulay s-a dedicat scrierii unui volum de versuri cu subiect istoric ‘’Cântecele Romei Antice (The Lays of Ancient Rome)’’. El se gândea de mai multă vreme la acest volum și, în toamna anului 1838 făcuse o călătorie în Italia, pentru a se documenta asupra peisajului astfel încât să poată descrie realist scenele istorice. Documentarea pe teren înainte de a scrie opere despre Grecia și Roma antică era un obicei care se încetățenise printre scriitorii englezi, începând de la John Addison. Volumul a apărut în octombrie 1842 și a fost extrem de bine primit. În primii 10 ani se vânduseră 18.000 de exemplare iar până în 1875 tirajele succesive depășea 100.0000 exemplare. Poemele, scrise ca și primele sale încercări de versificare în maniera lui Walter Scott și preamăreau eroismul figurilor clasice ale istoriei romane. Cel mai cunoscut dintre aceste poeme este cel despre Horatius Cocles. Dar oricât de înălțătoare ar fi sentimentele eroului roman, când afirmă că, din moment ce toți suntem muritori, este de preferat să murim apărându-ne mormintele și credinșa străbunilor, este greu de pus versuri ca;
| “ | Then out spake brave Horatius, the Captain of the Gate: "To every man upon this earth death cometh soon or late. And how can man die better than facing fearful odds, For the ashes of his fathers, and the temples of his gods. | ” |

alături de cele ale marilor poeți englezi din acea perioadă cum au fost Shelley și Keats.
Cu tot succesul lor în perioada victoriană, astăzi poeziile lui Macaulay sunt considerate a fi partea cea mai slabă a operei sale.

### Istoria Angliei
Tot în anii 1840 Macaulay a început să scrie principala sa lucrare ’’Istoria Angliei de la urcarea pe tron a lui Iacob al II-lea (The History of England from the Accession of James the Second) ‘’, publicând primele două volume în 1848 și următoarele două volume în 1855. Totuși, când a murit, nu ajunsese mai departe de domnia regelui William al III-lea al Angliei.
Istoria sa este o strălucită operă literară. Din punct de vedere istoric, ea pune accentul, uneori în mod dogmatic, asupra modelului progresiv al istoriei Regatului Unit, după care statul a ajuns să se desbare de superstiții, de autocrație și de confuzii pentru a crea o societate echilibrată și o cultură progresistă, în care libertatea convingerilor se combină cu libertatea de expresie. Acest model al progresului uman a ajuns să fie cunoscut ca ‘’interpretarea liberală a istoriei (Whig interpretation of history). Punctul de vedere al lui Macaulay a fost criticat de istoricii care au venit după el ca fiind părtinitor. Tendința sa de a vedea istoria ca pe o dramă l-a condus să prezinte ca eroi personajele istorice pe care le aproba, și ca personaje negative, pe cele ale căror vederi erau contrare cu ale sale.istory as a drama led him to treat figures whose views he opposed as if they were villains, while his approved characters were presented as heroes.De exemplu, Macaulay se străduiește să îl absolve pe eroul său principal, regele William III de orice răspundere în legătură cu masacrul de la Glencoe, când susținătorii scoțieni ai regelui Iacob al II-lea al Angliei au fost uciși după ce se predaseră forțelor engleze.

## Critica operei lui Macaulay de către naționaliști hinduși
În ultimele decenii în cercurile naționaliste hinduse au apărut o serie de lucrări care îl prezintă pe Macaulay ca unul din promotorii politicii engleze de denaționalizare a Indiei. Naționaliștii consideră pe cei pe care îi numesc “Macaulayiți”, împreună cu Musulmanii, Misionarii și Marxiștii ca formând cei “4 M” care sunt dușmanii implacabili ai modului de viață hindus “Hindu Dharma”.. Criticile sunt făcute cu o vădită reacredință și prezintă citate imaginare care îi sunt atribuite lui Macaulay. Unul din aceste citate inventate, care fi extras dintr-un discurs prezentat de Macaulay în parlamentul Regatului Unit în 1835 este:

Am călătorit prin India în lung și în lat și nu am întâlnit nicio persoană care să fie un cerșetor sau care să fie un hoț. Bogăția acestei țări este atât de mare, valorile morale atât de ridicate, oamenii de așa un calibru, încât nu cred că vom putea vreodată cuceri această țară, dacă nu rupem șira spinării a acestei națiuni, reprezentată de moștenirea ei spirituală și culturală. De aceea, propun să înlocuim vechiul ei sistem de educație, să îi creiem o altă cultură, deoarece. dacă Indienii ajung să creadă că tot ceea ce este englezesc este bun și superior propriilor lor valori, atunci ei își vor pierde stima pentru propria națiune, pentru cultura lor națională și vor deveni ceea ce vrem să devină, o nație cu adevărat dominată.” 

Deși afirmațiile sunt aberante și nu ar fi putut fi făcute de o persoană rațională care luase direct contact cu realitatea Indiei din prima jumătate a secolului XIX-lea în perioada de decădere a imperiului Mughal (care nici el nu era de sorginte indiană), ele au fost reluate de numoase ori. Nu a fost luat în considerare nici faptul că, în anul 1835, Macaulay era în India și nu putuse rosti niciun discurs în parlamentul de la Westminster, nici cel că nu există o asemenea frază în niciun discurs rostit de Macaulay vreodată în parlament sau în vreo altă lucrare a lui Macaulay. Mistificarea a mers atât de departe, încât textul de mai sus a fost citat într-un discurs din 2004 al Președintelui Indiei, Dr. Avul Pakir Jainulabdeen Abdul Kalam, de alftel un reputat om de știință, dar care nu a verificat informația respectivă.
Analizând diferitele afirmații are naționaliștilor hinduși, Koenraad Elst  a arătat că ele nu doar sunt bazate pe informații inexacte, dar constituie și o răstălmăcire a istoriei. Este greu de presupus că o extindere a studiului limbii sanscrite ar fi ajutat în mare măsură progresul Indiei iar învățământul religios din madrase nu ar fi avut nici el un rol pozitiv. In anii 1830 India era departe de a fi un stat unitar. Sistemul introdus de Macaulay a dus la o unificare a Indiei și o deschidere a ei spre restul lumii punând bazele construcției Indiei moderne. Macaulay a fost un aprig adversar al sistemului castelor din India, arătând că acest sistem constituie o piedică importantă în calea progresului. Evident că o asemenea atitudine era în contradicție cu tradiția hindusă, este însă greu de acceptat argumentația naționaliștilor de azi că era un punct de vedere rasist.
Atacurile împotriva lui Macaulay nu au reușit să îl discrediteze decât în ochii câtorva fanatici. Ele au generat însă o nouă analiză a operei sale, la aproximativ 150 de ani după moartea sa. O asemenea analiză, făcută pe baze obiective, arată că, cu privire la India, el a fost un vizionar și că India de astăzi îi datorează foarte mult. Dar recunoștința este o virtute care se întâlnește rar în istorie.

## Opere
- Lucrări de Thomas Babington Macaulay la Proiectul Gutenberg
  - Lays of Ancient Rome Arhivat în 14 octombrie 2004, la Wayback Machine.
  - The History of England from the Accession of James II, 5 vols. (1848)  Arhivat în 14 octombrie 2004, la Wayback Machine.,  Arhivat în 14 octombrie 2004, la Wayback Machine.,  Arhivat în 14 octombrie 2004, la Wayback Machine.,  Arhivat în 14 octombrie 2004, la Wayback Machine.,  Arhivat în 14 octombrie 2004, la Wayback Machine.
  - Critical and Historical Essays, 2 vols., edited by Alexander James Grieve.  Arhivat în 14 octombrie 2004, la Wayback Machine.,  Arhivat în 14 octombrie 2004, la Wayback Machine.
  - The Miscellaneous Writings and Speeches of Lord Macaulay, 4 vols.  Arhivat în 14 octombrie 2004, la Wayback Machine.,  Arhivat în 14 octombrie 2004, la Wayback Machine.,  Arhivat în 14 octombrie 2004, la Wayback Machine.,  Arhivat în 14 octombrie 2004, la Wayback Machine.
  - [http://www.bartleby.com/27/24.htmlMachiavelli
  -  Arhivat în 7 ianuarie 2007, la Wayback Machine. Minute on Education
  -  Arhivat în 21 septembrie 2012, la Wayback Machine. Macaulay on copyright law